# Ekvatorialguinea i olympiska sommarspelen 2000
Ekvatorialguinea deltog i de olympiska sommarspelen 2000 med en trupp bestående av fyra deltagare, två män och två kvinnor, men ingen av landets deltagare erövrade någon medalj.
Den ekvatorialguineanska simmaren Eric Moussambani fick en viss medial uppmärksamhet när han kämpade sig igenom kvalet vid herrarnas 100 frisim. Han uppmärksammades som en av de olympiska deltagare som uppnådde sämst resultat i sin gren och fick av medierna smeknamnet Eric The Eel.

## Friidrott
Herrarnas 1 500 meter
- José Luis Ebatela Nvo
  1. Omgång 1 - 4:06.14 (→ gick inte vidare, 40:e plats)

Damernas 100 meter
- Mari Paz Mosanga Motanga
  1. Omgång 1 - 12.91 (→ gick inte vidare, 75:e plats)